# ثيودور ماير (فيزيائي)
ثيودور ماير (بالألمانية: Theodor Meyer)‏ هو فيزيائي ألماني، ولد في 1 يوليو 1882 في باد بيفينسن في ألمانيا، وتوفي بنفس المكان في 8 مارس 1972.